# Vladimir Guerrero Jr.
Pour les articles homonymes, voir Guerrero (homonymie).
Vladimir Guerrero Jr. (né le 16 mars 1999 à Montréal, Québec, Canada) est un joueur de premier but et frappeur désigné des Ligues majeures de baseball jouant pour les Blue Jays de Toronto. Fils de Vladimir Guerrero, membre du temple de la renommée du baseball, il est l'un des prospects les plus attendus de la MLB lors de ses débuts en 2019. Répondant aux attentes placées en lui, il devient la vedette des Blue Jays et frappe plus de 100 coups de circuit lors de ses trois premières saisons en ligue majeure.

## Carrière

### Jeunesse
Vladimir Guerrero Jr. naît à Montréal alors que son père, Vladimir Guerrero, joue pour les Expos de Montréal. S'il a la nationalité canadienne, il joue très jeune pour la République dominicaine. Lorsque son père est transféré aux Angels de Los Angeles d'Anaheim, le jeune Vladdy est fréquemment dans le club-house et grandit dans cet environnement. Il frappe son premier coup de circuit dans un terrain de ligue majeure à l'âge de 12 ans.

### Ligues mineures

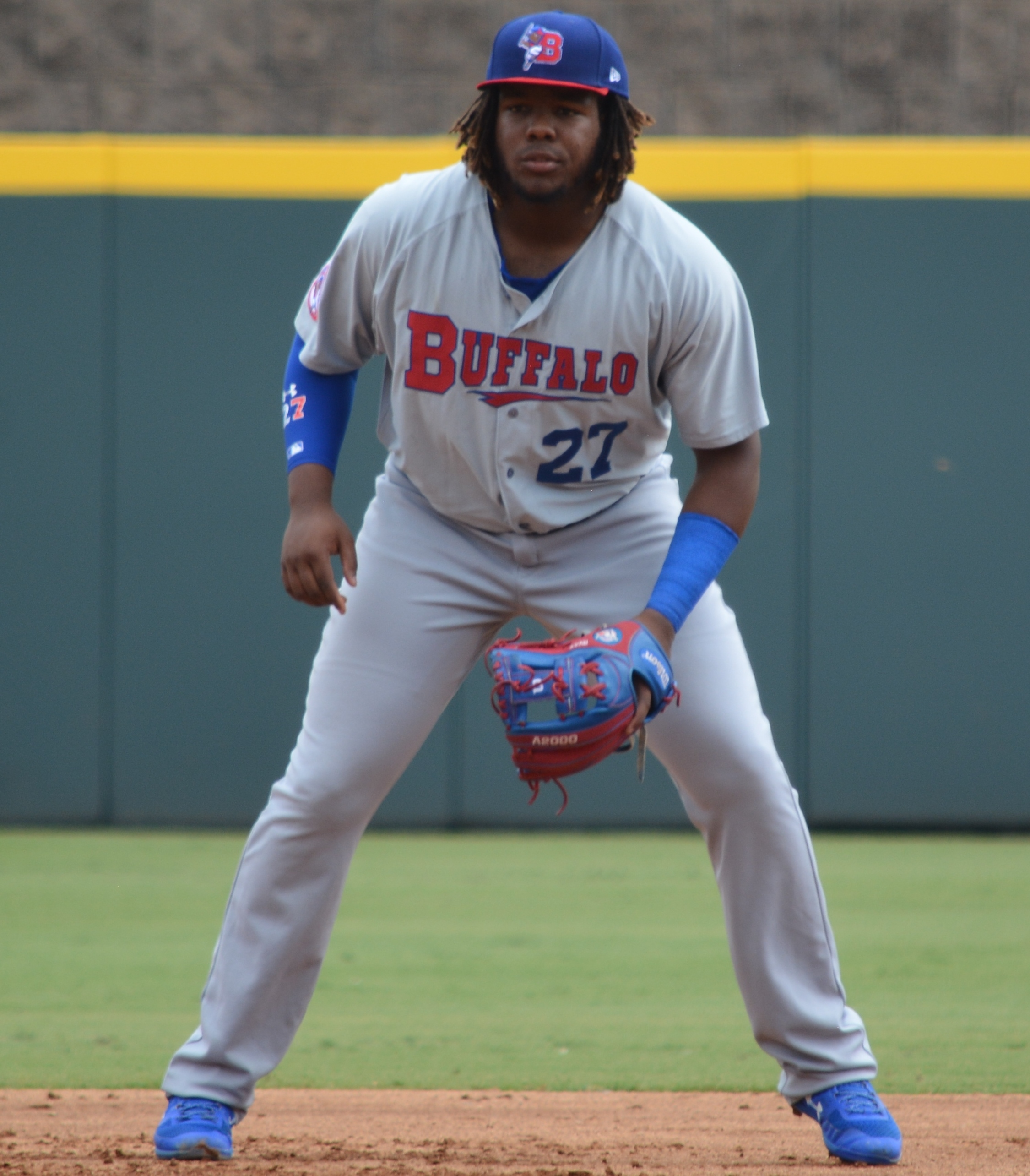
Vladimir Guerrero Jr., en troisième base pour les Bisons de Buffalo (ligue AAA) en 2018.

À seize ans, Vladimir Guerrero Jr. signe avec les Blue Jays de Toronto un contrat d'une valeur de 3,9 millions de dollars en tant que joueur étranger. Il commence sa carrière professionnelle de joueur de baseball en ligue mineure, dans l'Appalachian League, avec les Blue Jays de Bluefield et s'illustre avec un coup de circuit pour ses débuts, sous les yeux de son père. Rapidement, Guerrero Jr. fait ses preuves dans les ligues mineures, montrant de grandes qualités pour un jeune prospect. Dès le début de la saison 2018, il impressionne lors du camp d'entraînement des Blue Jays. Avec 61 matchs avec les Fisher Cats du New Hampshire en ligue AA et 30 avec les Bisons de Buffalo en ligue AAA, les performances de Guerrero lui valent d'être désigné meilleur joueur des ligues mineures par USA Today, avec une moyenne au bâton de ,381.

### Ligue majeure

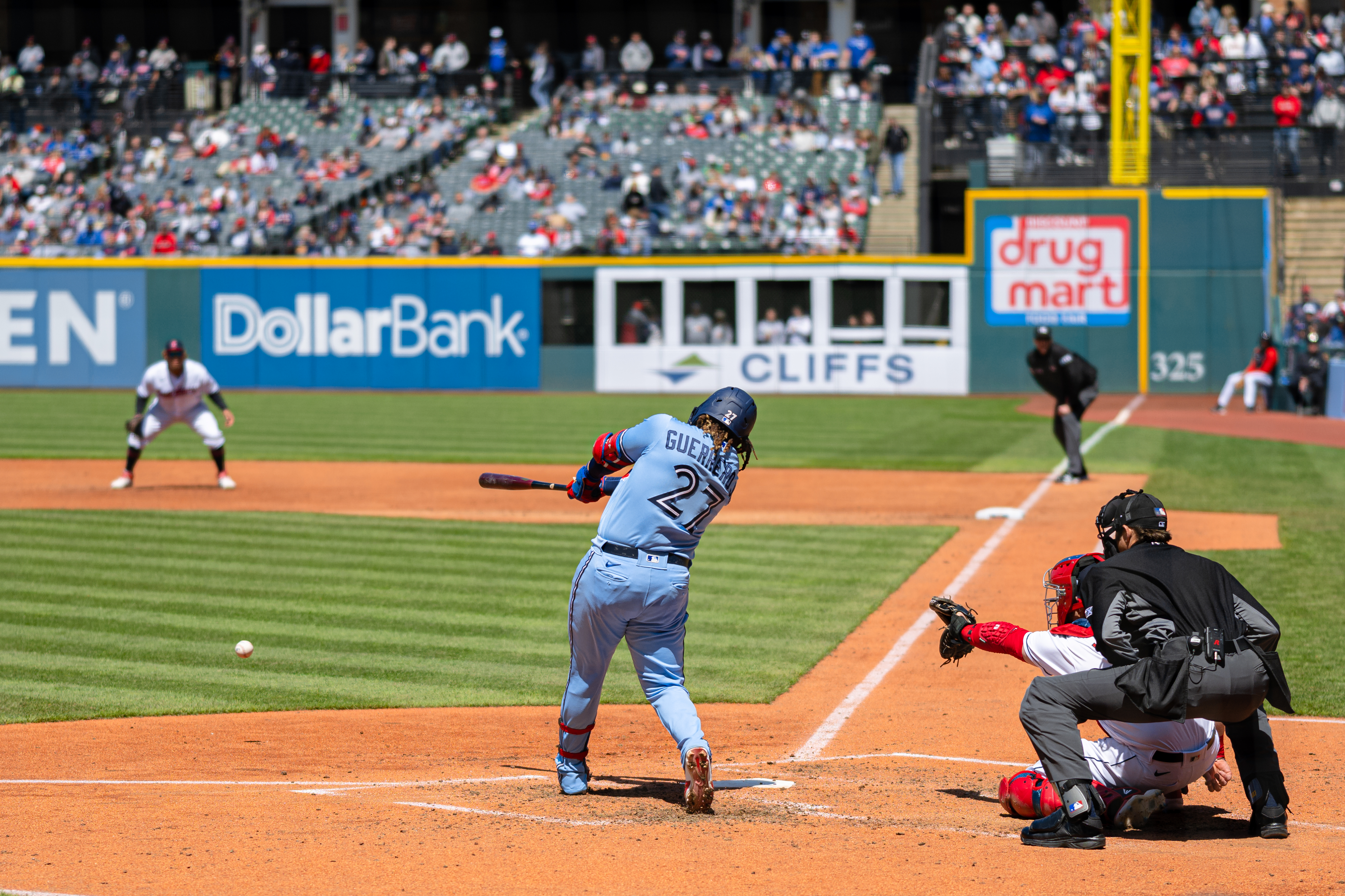
Vladimir Guerrero Jr. au bâton en mai 2022.

Considéré comme l'un des meilleurs prospects depuis plusieurs saisons, son arrivée en ligue majeure, fortement attendue par les supporteurs des Blue Jays de Toronto, intervient en avril 2019. Vladimir Guerrero Jr. termine deuxième du Home Run Derby et s'illustre en battant plusieurs records : celui du nombre de coups de circuit au premier tour avec 29 unités, une performance qu'il réitère au deuxième tour avant d'être battu par Pete Alonso en finale. Après une première saison en joueur de troisième but, Vladimir Guerrero est repositionné en joueur de premier but lors de la saison 2020.
Sélectionné pour la première fois au match des étoiles de la Ligue majeure de baseball en 2021, il est désigné meilleur joueur de la rencontre après avoir envoyé un coup de circuit à 468 ft. Il bat le record de coups de circuit de son père en fin de saison en réalisant son 45e coup de circuit de l'année.
En mars 2022, Guerrero signe un nouveau contrat d'un an d'une valeur de 7,9 millions de dollars avec les Blue Jays. Dès la première semaine de la saison, la vedette des Blue Jays s'illustre en réussissant trois coups de circuit et un double dans une victoire contre les Yankees de New York. Le joueur est sélectionné une nouvelle fois au match des étoiles, titulaire au premier but. En fin de saison, il devient le plus jeune joueur des Blue Jays à atteindre la barre des cent coups de circuit.